# Emilio Lamo de Espinosa y Enríquez de Navarra
Emilio Lamo de Espinosa y Enríquez de Navarra (Valencia, 3 de enero de 1914-Madrid, 11 de mayo de 1985) fue un jurista y político falangista español.

## Biografía
Abogado, agrarista y político activo en el régimen del general Franco. Nacido y criado en Valencia (3 de enero de 1914), falleció en Madrid en 1985. Vástago de una familia de propietarios de fincas rústicas en Alcira y Requena, su padre, José María Lamo de Espinosa y de la Cárcel, licenciado en derecho y en filosofía, y hombre profundamente culto y liberal, había sido cónsul por oposición en San Francisco y Nápoles, y al parecer importó de su estancia en California las primeras plantas de pomelo que se instalaron en España. Su hijo Emilio estudió en los jesuitas de Valencia y más tarde se licenció en Derecho.
El inicio de la guerra civil le sorprendió en Madrid, siendo ya miembro de la Falange valenciana a la que se había afiliado en 1934 o 1935, por lo que se refugió en la embajada de Noruega (donde conoció a José Luis Arrese, que sería su mentor político más tarde) y tras contraer matrimonio con María Luisa Michels de Champourcin y Morán de Loredo en la embajada de Uruguay, se refugiaron ambos en la embajada de Checoslovaquia (actual palacio de Bermejillo, sede del Defensor del Pueblo). Más tarde, sale de España con la Cruz Roja Internacional con destino a Checoslovaquia, escapando de nuevo en un largo periplo que le llevó a Varsovia primero, luego a Berlín, a Roma (donde se entrevistaron con el rey Alfonso XIII) y finalmente a Gibraltar y Algeciras, incorporándose al ejército nacional. Durante la guerra Emilio Lamo de Espinosa fue alférez y más tarde teniente, combatiendo en el frente de Córdoba y Jaén. 

### Franquismo
En 1941,  con 27 años, sucede a Arrese como gobernador Civil de Málaga, un periodo marcado por la dureza de aquellos años teniendo que hacer frente a la dura epidemia de tifus exantemático del año 1941, a los problemas de abastecimiento de la ciudad y a la restricción del fluido eléctrico. En 1951 fue nombrado subsecretario de Agricultura siendo ministro el malagueño Carlos Rein, periodo en el que acabaron las cartillas de racionamiento. Cuando Rein cesa en 1957 Lamo de Espinosa se baraja como posible sucesor, pero finalmente fue nombrado Rafael Cavestany y Lamo se mantiene unos meses como subsecretario para cesar posteriormente, y es nombrado presidente del Instituto de Estudios Agrosociales, cargo que desempeñaría hasta su dimisión en 1977, siendo entonces ministro de Agricultura su hijo Jaime.
En aquellos años abre despacho de abogado junto con Mariano Navarro y se colegia en el colegio de abogados de Madrid en 1951 con el número 160.
Siendo subsecretario de agricultura, y en una cacería junto a Franco, recibe un tiro de escopeta del general García Valiño, que casi le lleva a la muerte. Para evitar que su viuda quedara sin pensión, Franco le nombra consejero del INI. Sin embargo, y a pesar de tan azaroso inicio, acabó siendo el consejero más longevo hasta su jubilación en 1977.
En 1956, cuando Arrese regresa a la Secretaría General del Movimiento, fue nombrado presidente del Instituto de Estudios Políticos en sustitución de Francisco Javier Conde, cesando en 1961 (le sucede Manuel Fraga, que ya era subdirector del mismo). Aquella etapa fue la más importante de su carrera política dando lugar a un singular aunque fracasado intento constituyente del franquismo.
Efectivamente, con la crisis ministerial de 1956, después de los sucesos universitarios de Madrid, Franco destituía a Ruiz-Giménez y a Fernández Cuesta y nombraba a Arrese secretario general del Movimiento. Arrese, que ya había reconducido a la Falange bajo el paraguas del franquismo tras el decreto de unificación, intentó “institucionalizar” el Estado de 18 de Julio y su principal nombramiento para ello fue el Lamo de Espinosa (descrito por Álvaro de Diego como «brillante eminencia gris» de Arrese), como director del Instituto de Estudios Políticos, consejero nacional del Movimiento y miembro nato del Consejo de Estado. Con la colaboración de Jesús Fueyo y de Carlos Ollero, más un numeroso grupo de intelectuales y académicos fichados por el Instituto (muchos de ellos serían catedráticos eminentes después), Lamo señaló que su propósito era  "dar a España un ordenamiento constitucional, en el empeño de elevar el Estado franquista a un estado de derecho e inventar o instaurar un orden institucional en la vía intermedia entre el totalitarismo y la democracia liberal".
La idea era un Estado de derecho en el marco de un partido único (el Movimiento Nacional) avalado por una democracia orgánica sin partidos, articulada a través de la familia, el municipio y el sindicato. Se proponía sustituir el caudillaje de Franco por un Estado de Derecho donde sus poderes se residenciasen en distintas instituciones. La Jefatura del Estado la recabaría el futuro Rey, pero no la del Movimiento, ni la del Gobierno. En todo caso muy lejos de los totalitarismo fascista o nazi que Lamo y Arrese (profundamente católico), rechazaban tajantemente.
Se formó una ponencia para que preparase las nuevas leyes fundamentales integrada por Antonio Iturmendi (ministro de Justicia), Luis Carrero Blanco (ministro subsecretario de la Presidencia), Raimundo Fernández Cuesta, Rafael Sánchez Mazas, Tomás Gistau, Luis González Vicén, Diego Salas Pombo, Joaquín Reguera, Javier Conde y el propio Lamo de Espinosa. Y se empezó a preparar un anteproyecto de Ley Orgánica del Movimiento Nacional, otro de Ley de Ordenación del Gobierno y una Ley de Principios del Movimiento.
El proyecto de institucionalizar el franquismo fracasó por la oposición de los democristianos, los monárquicos y la misma Iglesia y, singularmente de Carrero Blanco y el Opus Dei. Y en febrero de 1957 Carrero Blanco, aconsejado por López Rodó, constituye el décimo Gobierno de Franco, el gobierno llamado “tecnócrata”, que reforzaba la orientación económica de la política y se postergaba a la Falange. Carrero daba por descontada la salida de Arrese del consejo de ministros, pero Franco le corrigió: “No conviene que salga ahora con la bandera de sus Leyes Fundamentales. Necesito que se enfríe antes en el Ministerio de la Vivienda”. Lamo continuo como director del Instituto, ahora con José Solís como secretario General del Movimiento, hasta 1961, en que este le cesa, nombrándole presidente del Sindicato de Banca, Bolsa y Ahorro. 
La discusión de los proyectos de Arrese y Lamo de Espinosa en el Consejo Nacional del Movimiento suscitó el mayor debate político conocido hasta el momento en el franquismo hasta la misma transición, a la que preludió: totalitarismo de partido único o representación orgánica de la sociedad civil; Monarquía o República; las funciones de un futuro Rey; leyes fundamentales o Constitución escrita; e incluso “partidos políticos” en el seno del Movimiento, antecedente claro de las luego debatidas “asociaciones políticas”. Como dejó escrito Lamo de Espinosa en sus Memorias (inéditas, depositadas, como todo su archivo político, en la Real Academia de Ciencias Morales y Políticas), fue en ese momento, veinte años antes de la aprobación de la Ley para la Reforma Política, cuando “el franquismo se jugó y perdió la continuidad sin Franco”. De fracasar ese intento -escribió Lamo-, se restauraría “una monarquía apoyada por el ejército, el clero y los grupos económicos, que, como primera medida, declararía facciosos a cuantos intervinieron en el Alzamiento (del 18 de julio)”. El nuevo rey -señalaba Lamo – “juraría los principios del Movimiento y las Leyes Fundamentales franquistas para, a continuación, desmontar el sistema desde dentro”. Como así ocurrió. Y por ello, "…desde las filas del Movimiento, a la muerte de Franco, salieron los hombres que hicieron posible la transición; transición que jamás hubiese triunfado por la fuerza. Se cumplió así aquella constante histórica de que las revoluciones no caen por la fuerza de sus enemigas de fuera sino por la falta de confianza y de seguridad de quienes las hicieron".
Pero como escribió Álvaro de Diego, paradójicamente “la exitosa des-institucionalización del régimen de Franco, halló en su indefinición la mejor baza para su longevidad y para la posterior Transición”.
A partir de ese momento la actividad política de Lamo de Espinosa se limitó a su tarea como procurador en Cortes, presidente del Sindicato de Banca y Bolsa (1958-1977) y consejero del Banco de España y del INI. 
Como procurador en Cortes desde la I Legislatura (1943), continuó en todas las legislaturas franquistas hasta 1976, donde desarrolló una intensa labor presidiendo la Comisión de Agricultura y participando activamente en la elaboración de un sinnúmero de leyes agrarias de la época tales como la Ley de Colonización de Grandes Zonas, la de Concentración Parcelaria, la ley de Caza o la ley del FORPPA, publicando numerosos artículos sobre agricultura, preferentemente en la Revista de Estudios Agro-Sociales. Fue asimismo presidente muchos años de la Asociación Española de Derecho Agrario. 
Igualmente participa como procurador en la elaboración de las leyes de Sucesión y de la ley para la Reforma Política que abrió paso a la democracia en 1977, votando a favor en ambos casos.
Emilio Lamo de Espinos figuró en la crucial terna que propuso el Consejo del Reino (diciembre de 1975) para designar al presidente de las Cortes que habría de dirigir la transición, una reunión que, tras casi siete horas de deliberación, propuso a Torcuato Fernández Miranda (14 votos), Licinio de la Fuente (12), y Lamo de Espinosa (6). Pero era una propuesta totalmente simbólica con la certeza de que sería designado Fernández Miranda.
En Requena (Valencia), ciudad con la que tenía una vinculación familiar, fue nombrado hijo adoptivo de la ciudad (1946), se le otorgó la Medalla de Oro de la ciudad (1954) y una avenida que lleva su nombre. 
Por sus méritos y trabajos recibe las Grandes Cruces de Isabel la Católica, Mérito Civil, Mérito Agrícola, Cisneros y encomienda de Alfonso X el Sabio, así como la Medalla al Mérito del Trabajo y Orden del Quetzal de Guatemala (país al que redactó un proyecto de ley de Reforma Agraria en 1959). Y por méritos durante la guerra civil recibe la Cruz de Guerra, Cruz al Mérito Militar y Medalla de la Campaña. Fue asimismo Medalla de la Vieja Guardia de Falange Española.

## Vida privada
Casado con María Luisa Michels de Champourcin y Morán de Loredo (hermana de la poetisa Ernestina de Champourcin), tuvieron seis hijos: Amelia, Jaime, María Victoria, Emilio, María Luisa y José María. Jaime, fue más tarde Ministro de Agricultura con Adolfo Suárez.
En 1964 y a la muerte de su tía Sol Palavicino y Lara, última representante de la familia Palavicino en España, sucede a ésta en los títulos de marqués de Mirasol y barón de Frignani y Frignestani, títulos que jamás utilizó. En 1970 ingresó en la Real Maestranza de Valencia.
Falleció en Madrid el 11 de mayo de 1985. Su esposa le sobreviviría poco tiempo, falleció el 27 de noviembre de 1987.

## Distinciones
- Gran Cruz de la Orden del Mérito Civil (1945)[8]
- Encomienda con Placa de la Orden Civil de Alfonso X el Sabio (1945)[9]
- Gran Cruz de la Orden Civil del Mérito Agrícola (1947)[6]
- Gran Cruz de la Orden de Isabel la Católica (1967)[7]